# Goldschmidt (Familie)
Die Familie Goldschmidt ist aschkenasischer Herkunft und entstammt ursprünglich einer Geldwechsler- und Bankiersfamilie in Frankfurt am Main. Sie stammt von Mosche Goldschmidt und seiner Frau Bela ab, die sich im Jahr 1521 in der Frankfurter Judengasse im Haus Goldener Schwan niederließen. Ursprünglich waren sie, wie auch andere jüdische Familien, nach Frankfurt gekommen, nachdem sie 1498 aus Nürnberg vertrieben worden waren. Nach dem Frankfurter Fettmilch-Aufstand 1614 verließ die Familie Goldschmidt Frankfurt wieder. Einige Mitglieder ließen sich daraufhin in Kassel nieder. 1634 kehrte deren Nachkomme, der Geldwechsler Mayer Baruch (Benedikt) Kassel wieder nach Frankfurt zurück, heiratete Bella Bölgen Buchsbaum und führte fortan den Familiennamen Goldschmidt-Kassel.

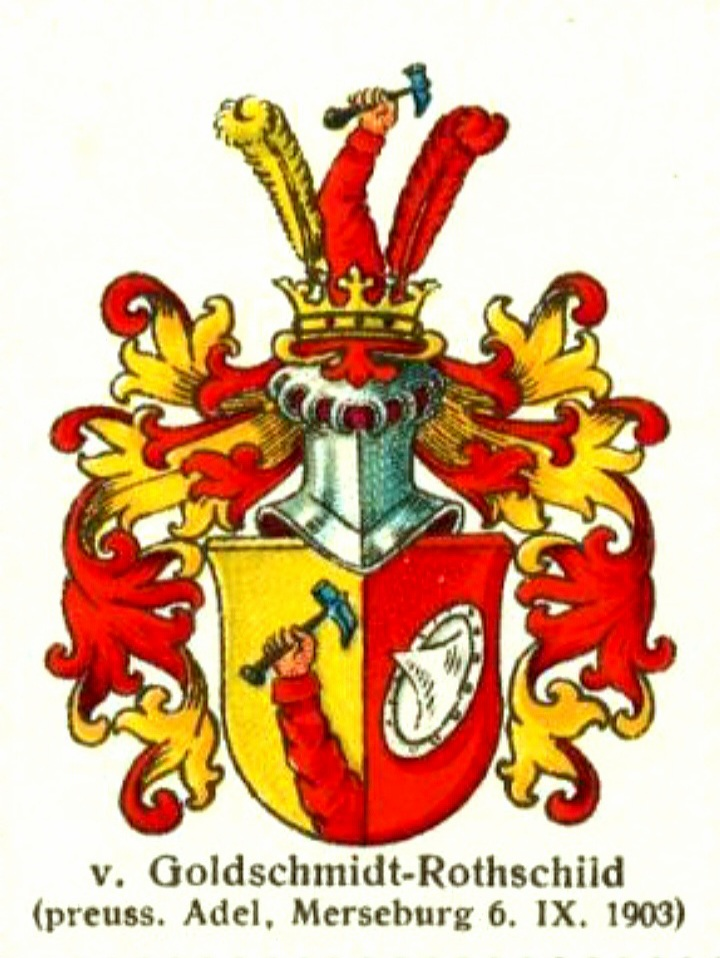
Wappen der 1903 geadelten Linie Goldschmidt-Rothschild

Die Familie Goldschmidt war beruflich und familiär besonders mit der deutsch-jüdischen Familie Bischoffsheim aus Mainz verbunden; sie gründeten gemeinsam die Pariser Bank Bischoffsheim, Goldschmidt & Cie. Diese ging 1863 in der in Amsterdam ansässigen Nederlandsche Credit en Deposito Bank (Französisch Banque de crédit et de dépôt des Pays-Bas) auf, welche 1872 wiederum mit der Banque de Paris zur Banque de Paris et des Pays-Bas fusionierte (abgekürzt „Paribas“). Dieses Unternehmen wurde 1999 von der französischen Bank Banque nationale de Paris (abgekürzt „BNP“) übernommen; diese firmiert seitdem unter dem Namen BNP Paribas.
Der britische Zweig der Familie anglisierte seinen Familiennamen zu Goldsmith, beginnend mit Frank Goldsmith (1878–1967). Das bekannteste Mitglied dieser Familie im 20. Jahrhundert war der Milliardär James Goldsmith. Das heute bekanntesten Mitglieder sind dessen Kinder Jemima Goldsmith (* 1974), Journalistin, Filmproduzentin und geschiedene Ehefrau des pakistanischen Premierministers Imran Khan, und der britische Politiker Zac Goldsmith (* 1975). Der französische Zweig ändert seinen Namen während des Ersten Weltkriegs in Goldet.

## Stammbaum (vereinfacht)
- Hayum Salomon Goldschmidt (1772–1843), Geldwechsler, verheiratet mit Gelchen (Caroline) Gans (1779–1847)[6]
  - Benedikt Hayum Goldschmidt (1798–1873), Geldwechsler, Bankier und Konsul des Großherzogtums Toskana, gründete 1821 die Bank B.H. Goldschmidt in Frankfurt am Main, verheiratet mit Johanetta (Jeannette) Kann (1802–1848), Tochter des Frankfurter Bankiers Jakob Hirsch Kann (1777–1846) und seiner Frau Jetta Koppel
    - Salomon Benedikt Hayum Goldschmidt (1821–1888), Bankier in Paris, verheiratet mit Henriette Berend (1833–1856)
      - Henriette Ernestine Goldschmidt (1859–1927), verheiratet mit Salomon David Baron von Günzburg (1848–1905), Bankier in Paris, Sohn des russischen Bankiers Joseph Günzburg (1812–1878)

    - Henriette Goldschmidt (1829–1904), verheiratet mit Eduard Wiener von Welten (1822–1886), österreichischer Großhändler und Bankier
      - Rudolf Wiener-Welten (1864–1938), österreichischer Gutsherr, beging nach dem Einmarsch der deutschen Wehrmacht in Österreich im März 1938 Suizid

    - Leopold Benedict Goldschmidt (1830–1904), Bankier, verheiratet mit Regine Bischoffsheim (1834–1905), Mitglied der Familie Bischoffsheim
    - Hermann Benedikt Hayum Goldschmidt (1831–1886), Bankier, Gesellschafter des Bankhauses Rosenfeld & Goldschmidt in Berlin, verheiratet mit Ottilie Przibram (1843–1823)
      - Robert Salomon Goldschmidt (1868–1942), Unternehmer und Gutsbesitzer auf Taikowitz in Mähren, verheiratet mit Margarethe von Goldschmidt (1872–1942)
        - Nicholas Goldschmidt (1908–2004), Dirigent, Sänger und Musikpädagoge
        - Ernst Goldschmidt (1912–1998), Kunsthistoriker und Verleger

      - Alfred Eduard Goldschmidt (1871–1954), verheiratet mit Margarethe Brodskyj (1884–1973), Tochter des Unternehmers Lasar Brodskyj (1848–1904)

    - Adolphe Goldschmidt (1838–1918), Bankier, verheiratet mit Alice Emma Moses (1844–1922)
      - Nelly Lucie Goldschmidt (1874–1957), verheiratet mit Ernst Ritter von Marx (1869–1944)
      - Frank Goldsmith (1878–1967), Politiker und Hotelier, verheiratet mit Marcelle Mouiller (1903–1985)
        - Edward Goldsmith (1928–2009), Philosoph, Umweltschützer
          - Clio Goldsmith (1957–), Schauspielerin, verheiratet mit Mark Shand (1951–2014), Reiseschriftsteller und Umweltschützer, Bruder von Camilla, Duchess of Cornwall (1947–)

        - James Goldsmith (1933–1997), Investor, verheiratet mit María Isabel Patiño y Borbón (1935–1954), Tochter von Antenor Patiño Rodríguez (1896–1982), bolivianischer Diplomat und Unternehmer, Ginette Lery (1933–1997), and Annabel Vane-Tempest-Stewart (1934–)
          - Isabel Goldsmith (1954–), verheiratet mit Arnaud de Rosnay (1946–1984), französischer Photograph, Surfer und Abenteurer[7]
          - Jemima Goldsmith (1974–), Schriftstellerin, bis 2004 verheiratet mit Imran Khan, pakistanischer Politiker und ehemaliger Cricketspieler
          - Zac Goldsmith (1975–), britischer Politiker, verheiratet mit Sheherazade Bentley (1974–), verheiratet mit Alice Miranda Rothschild (1983–), Tochter von Amschel Rothschild (1955–1996), Bankier, Mitglied der Familie Rothschild
          - Ben Goldsmith (1980–), Investor, verheiratet mit Kate Emma Rothschild (1982–), Tochter von Amschel Rothschild (1955–1996), Bankier, Mitglied der Familie Rothschild

    - Maximilian von Goldschmidt-Rothschild (1843–1940), Bankier, verheiratet mit Minna Karoline Freiin von Rothschild (1857–1903), Tochter von Wilhelm Carl von Rothschild (1828–1901)
      - Albert Maximilian von Goldschmidt-Rothschild (1879–1941), Bankier, war unter Kaiser Wilhelm II. zeitweise deutscher Botschaftsattaché in London; 1938 Exil in der Schweiz; Er beging am 26. Dezember 1941 in Lausanne Suizid, weil ihm die Ausweisung aus der Schweiz drohte; als einziges Familienmitglied kehrte seine Tochter Nadine von Mauthner (1927–2011) durch Heirat nach Frankfurt am Main zurück
      - Rudolph Maximilian von Goldschmidt-Rothschild (1881–1962), Maler und Kunstsammler, Erbe der Villa Rothschild, 1938 Exil in der Schweiz, verheiratet mit Marie-Anne von Friedlaender-Fuld (1892–1973), Betty Lambert (1894–1969), Tochter von Léon Lambert (1851–1919) und Zoé Lucie Betty de Rothschild (1863–1916)
        - Gilbert de Goldschmidt (1925–2010), Filmproduzent und Buchautor, verheiratet mit Jeanine Renée Petit (* 1927), France Roche (1921–2013) und France-Anne Motte
          - Frédéric Rodolphe Emmanuel de Goldschmidt (* 1959), Filmproduzent und Kunstsammler
          - Sarah Benedicte Emmanuelle de Goldschmidt (* 1975), verheiratet mit Jerome Stern (* 1969), Mitbegründer des Londoner Family-Office „J. Stern & Co“

      - Lili Jeannette von Goldschmidt-Rothschild (1883–1925), verheiratet mit Philipp Schey de Koromla (1881–1957), ein Enkel von Friedrich Schey von Koromla (1815–1881) und Neffe von Josef Schey von Koromla (1853–1938)
      - Lucy Georgine Leontine von Goldschmidt-Rothschild (1891–1977), verheiratet mit dem österreichischen Diplomaten und Sammler Edgar Spiegl, Edler von Thurnsee (1876–1931)[8]
      - Erich Max Benedikt von Goldschmidt-Rothschild (1894–1987), Bankier, 1938 Exil in den USA, gründete dort die Egoro Corp

  - Amalie Goldschmidt (1804–1887), verheiratet mit Louis-Raphaël Bischoffsheim (1800–1873), Bankier, gründete 1820 in Amsterdam die Bank Raphael Bischoffsheim & Co. und 1827 mit seinem Bruder Jonathan-Raphaël Bischoffsheim und ihrem Schwager Benedict Hayum Salomon Goldschmidt in Antwerpen die Bank Bischoffsheim & Goldschmidt mit Filialen in Brüssel (1830), London (1846) und Paris (1848), Mitglied der Familie Bischoffsheim
  - Caroline Goldschmidt (1807–1878), verheiratet mit Haymann Benedikt Goldschmidt (1800–1889), Kaufmann und Bankier in Amsterdam
    - Jeanette Goldschmidt (1833–1920), verheiratet mit dem Juristen Max Kaulla (1829–1906)
      - Rudolf Kaulla (1872–1954), Hochschullehrer, Buchautor und Teilhaber bei der Bank Jacob S.H. Stern
      - Lucie Kaulla (1866–1955, genannt Luz), verheiratet mit Georg Gabriel Warburg (1871–1923), Mitglied der deutsch-jüdischen Bankiersfamilie Warburg an und war Mitinhaber des Hamburger Bankhauses M. M. Warburg & Co
        - Siegmund G. Warburg (1902–1982), Bankier und Gründer der britischen Bank S. G. Warburg & Co.

  - Henriette Goldschmidt (1812–1892), verheiratet mit Jonathan-Raphaël Bischoffsheim (1808–1883), Bankier, Mitbegründer der Bank Bischoffsheim & Goldschmidt, Mitglied der Familie Bischoffsheim
  - Salomon Hayum Goldschmidt (1814–1898), von 1882 bis 1898 Präsident der Alliance Israélite Universelle, Advokat in Paris, ledig[9]

Stammbaum mit übrigen Familienzweigen (Auszüge)
- Levi (Moshe Yehuda HaLevi Segal) Goldschmidt-Stuchert (gest. 1608) aus dem Frankfurter Stammhaus „Zum Goldenen Schwan“[10]
  - Benedikt Moses Baruch Goldschmidt auch: Baruch Daniel Samuel „Baruch Halevi Goldschmidt“ (* 1575 in Frankfurt am Main; ✡ 1642 in Witzenhausen), Kaufmann in Stuttgart, hessischer Hofbankier; ⚭ Röschen Wallich (gest. 1647 in Kassel)
    - Juda Levin ben Bendix Goldschmidt (Yehuda Loeb ben Baruch Bendit Halevi), auch Löb Hannover (gest. 24. Januar 1706 ebd.) Gemeindevorsteher ebd., zweiter Gatte der Esther Hameln-Goldschmidt (gest. 1675)
    - Meyer Baruch Goldschmidt-Kassel (* ca. 1593 in Kassel; ✡ 1667 in Frankfurt am Main), ⚭ Bella Buchsbaum
      - Benedict Mayer Goldschmidt (gest. 19. Juli 1704 in Frankfurt), ⚭ mehrere Frauen, darunter Gitche Halle, Juddchen Horn (gest. 1686), Pesle Stern (gest. 1729 in Frankfurt)
        - Jacob Benedict Goldschmidt (gest. 1712 in Frankfurt); ⚭ Matte Hadaman (gest. 1735)[11]
          - Moses Jacob Goldschmidt zum grünen Löwen (gest. 1793)
            - Wappen der 1862 geadelten Linie Ritter von Goldschmidt David Moses Goldschmidt (* 1763; gest. 21. Oktober 1836 in München)
              - Simon David Goldschmidt (* 1784 in München)
              - Jacob David Goldschmidt zum grünen Löwen (* 1783; gest. 1847 in Frankfurt); ⚭ um 1803 Edel (Adelheid) Rothschild (1777–1834 in Frankfurt)[12], Nachfahrin des Rothschild-Stammvaters Isaak Elchanan[13]
                - Moritz Ritter von Goldschmidt (1803–1888), preußischer Konsul in Wien und Mitbegründer der Wiener Rothschild-Bank; ⚭  Nanette, geborene Landauer (1803–1891)[14][15]
                  - Theodor Ritter von Goldschmidt (1837–1909), österreichischer Bautechniker und Politiker[16][17]
                  - Hermann Ritter von Goldschmidt (1840–1918 Wien; Bankier, ab 1863 Mitgesellschafter des Bankhauses Landauer & Goldschmidt)[18]; ⚭ Julie Edle von Goldschmidt (* 1845 in Frankfurt; gest. 1914 in Wien)
                  - Jacob Adalbert Ritter von Goldschmidt, Komponist und Wagnerianer

                - Leopold Jacob David Goldschmidt (1811–1885); ⚭ Henriette Weisweiller
                  - Julie Edle von Goldschmidt (* 1845 in Frankfurt; gest. 1914 in Wien)

        - Meyer Benedict Goldschmidt (gest. 1755 in Frankfurt)
        - Isaack Benedict Goldschmidt (gest. 1725), ⚭ Rechele Metz
          - Isaak Benedict Goldschmidt (gest. 1771)
            - Salomon Benedikt Goldschmidt (1738–1812), Frankfurt
              - Benedikt Salomon Goldschmidt (1769–1826), Frankfurt
                - Moses Benedikt Goldschmidt (1798–1879), ⚭ Hanna Oppenheim
                  - Bertha Goldschmidt, ⚭ Wilhelm Porgès, Edler von Portheim (1819–1873)[19]

                - Mayer Benedikt Goldschmidt (1796–1861)
                  - Recha Goldschmidt (1830–1905), ⚭ Siegmund Pappenheim
                    - Bertha Pappenheim (1859–1936), Frauenrechtlerin

                - Heymann Benedict Goldschmidt (1800–1889), ⚭ Caroline Goldschmidt (1807–1878)
                  - Friedrich Heymann Goldschmidt (1836 Amsterdam – 1905 Paris)
                    - Henri Paul Goldet-Goldschmidt (1871 Brüssel – 1927 Paris), ⚭ Marie Henriette Emilie Deutsch de la Meurthe (1879–1973), Tochter des Émile Deutsch de la Meurthe
                    - Gustave Frédéric Goldet-Goldschmidt[20] (1873 Paris – 1950 Boulogne), ⚭ Marie, geb. Kann (1880–1917), Ballonfahrerin
                      - Antoine Gustave Goldet (1905–1963)[21][22]

                - Salomon Benedikt Goldschmidt (1818–1906), ⚭ Josephine Edle von Portheim (1823–1869)
                  - Victor Mordechai Goldschmidt (1853–1933), Naturforscher

              - Hayum Salomon Goldschmidt (1772–1843), Bankiersfamilie siehe oben
                - Hermann Mayer Goldschmidt (1802–1866) Caroline Goldschmidt (1807–1878), Nachfahren siehe oben

              - Mayer Salomon Goldschmidt (1775–1854), Kaufmann, ⚭ Hindle Cassel (* 1773; gest. 9. Mai 1827)
                - Hermann Mayer Salomon Goldschmidt (* 17. Juni 1802 Frankfurt a. M.; gest. 30. August 1866 in Fontainebleau), Astronom und Maler. Der Mondkrater Goldschmidt und der Asteroid (1614) Goldschmidt sind nach ihm benannt.

              - Joseph Salomon Goldschmidt (1782–1862)

    - Jobst Joseph Hameln-Goldschmidt, auch Yosef Segal ben Baruch HaLevi (* ca. 1597 Witzenhausen; ✡ 30. Januar 1677 Hannover), ⚭ 1618 in Stadthagen mit Freude Spanier (* 1597 Stadthagen; ✡ 25. September 1681 in Hannover)
      - Abraham Goldschmidt, ⚭ Sulke bat Chaim Boas
      - Hannah Goldschmidt, ⚭ Jacob Speyer (gest. 1674)
        - Abraham Speyer (gest. 10. Januar 1724 in Berlin)

      - Loeb Goldschmidt, auch Loeb Bonn, Gemeindevorsteher, Schwager der Glückel von Hameln
        - Samuel Goldschmidt-Bonn (gest. 1722 in Hameln), ⚭ in Hamburg 1676 Riwka (Rebecca) Pinkerle (~1662–1727), jüngste Schwester der Glückel von Hameln und Tochter des Loeb Pinkerle und der Beila bas Nathan Ellrich

      - Samuel Hildesheim-Goldschmidt (gest. 1682) Rabbi von Hildesheim
      - Isaak Goldschmidt (* 1626 in Hildesheim; ✡ 1674 in Frankfurt a. M.), Rabbi, ⚭ ca. 1650 Hindchen Oppenheimer, Schwester des Samuel Oppenheimer und Tochter des Simon Wolf Oppenheim zur Blume (* 1580 in Frankfurt?; ✡ 4. November 1664)
        - Moses/Moïse Hameln-Goldschmidt (gest. 14. Juni 1711 in Frankfurt), ⚭ Sorel (Chava) Oppenheimer, ⚭ Elle Halberstadt
          - Nathan Goldschmidt (gest. 12. April 1757)
            - Wolf Goldschmidt (gest. 22. Februar 1814 in Frankfurt)

          - Michael Moses Goldschmidt (lebt 1751–54 in Frankfurt, gest. 1761 ebd.)[23], ⚭ Gutle Landau-Ochs (gest. 9. Oktober 1727 in Frankfurt)
            - Salomon 'Shlome' Goldschmidt-Hameln, wohl Bankier in London (1720 Frankfurt – 1793 ebd.), I ⚭ Fraidsche (gest. 1758), II ⚭ Blüme/Blume (von Millingen?)
              - Moses Salomon Goldschmidt (1757–1830, Frankfurt)[24]
              - Lewis Goldsmith (* 1763 London – 1846 Paris), politischer Schriftsteller
              - Sora Goldsmith (* 1765 London – 1833), ⚭ Raphael Samuel Haarbleicher (1763–1829)
                - Karoline (1791–1871), ⚭ Moses Isaac Eisig Knorr von der Porten (1789–1824, Hamburg)
                  - Dr. Sally von der Porten (1819–1875), Großvater des Max von der Porten

                - Fanny, ⚭ Löb Lion Lewisohn (Enkel des Nachman Levy/Lewisohn-Rendsburg)[25]

        - Chaim Isaak Hameln-Goldschmidt (* ca. 1670 Hildesheim; ✡ 4. Mai 1751 in Frankfurt), ⚭ Täubchen Oppenheim (✡ 28. Dezember 1724 in Frankfurt)
          - Isaak Chaim Goldschmidt zum goldenen Schwan (✡ 13. April 1751 in Frankfurt)
            - Nathan Isaak Goldschmidt (auch: Natan Hameln SeGaL, lebte um 1763 in Mainz)
              - Amschel Nathan Goldschmidt (* um 1776 in Mainz; ✡ 9. Juni 1854 ebd.)
                - Nathan Jonathan Goldschmidt (* 17. Februar 1804 in Mainz; ✡ 7. September 1884 ebd.), ⚭ Sybilla geb. Rosenheim (* 1807 in Gortz, Beetzseeheide), vier Kinder
                  - Julius Goldschmidt (* 12. Februar 1843[26] in Mainz; † um 1931), Arzt, Generalkonsul bei Galizien[27], wirkte lange in Madeira und ließ sich 1897 in Paris nieder. Lepraforscher, der beim 1. Internationalen Leprakongress in Berlin 1897 beteiligt war[28]; ⚭ 17. Juli 1886 zu Darmstadt[29] Baronesse Sophia geb. von Geismar (* 15. März 1859 Schloss Gorodok, griech.-orthodox. Bek.), Tochter des Paul von Geismar (* um 1830) und der Irina von Belogrudov (* um 1835), wohl eine Enkelin des Generals Caspar von Geismar

      - (jüngster Sohn) Chaim Hameln-Goldschmidt (* ca. 1642; ✡ 1689 Königstraße Nr. 870 in Altona), ⚭ Glückel von Hameln
        - Hendel Goldschmidt (gest. 1690), ⚭ Benedikt Veit (gest. 1689 in Berlin), Verwandter des Simon Veit
        - Nathan Hameln-Goldschmidt/Guldsmed (* ca. 1663 Hamburg; ✡ 12. März 1744 in Kopenhagen) 1678 Stettin, II ? ⚭ Miriam Ballin (nachgelassene Tochter des Gemeindevorstehers Elia Ballin), beide ab 1704 in Kopenhagen[30]
          - Hein Goldschmidt (gest. 1742), ⚭ Anna Fürst, Tochter des Hofjuweliers Chaim Fürst (gest. 1732)

        - Marcus Mordechai Goldschmidt-Hameln (1670–1709 Altona)
        - Joseph Just Hameln-Goldschmidt (* 1685; ✡ 1734 in Kopenhagen), ⚭ ebd. Roesel Goldschmidt (auch: Roesel Stadthagen, Tochter des Meyer Goldschmidt), s. u.
        - Esther Hameln-Goldschmidt (* 1677; ✡? in Amsterdam), ⚭ in Amsterdam mit Moishe Krumbach-Schwab
        - Moses Hameln-Goldschmidt (1685 Altona–1746)
          - Chaïm Goldschmidt (gest. 1788 in Königsberg)
          - Mate Hameln-Goldschmidt (gest. 1727), ⚭ Moses Ruben Fürst (gest. 1745), Urururgroßeltern des Moritz Fürst (1865–1942)

      - Esther Hameln-Goldschmidt (gest. 31. März 1675 in Hannover), II ⚭ Juda Levin Bendix Goldschmidt Löb Hannover (gest. 1706 in Hannover)
        - Bendix Levin Goldschmidt (gest. 5. Januar 1721 in Altona) Hofagent, ⚭ Henriette Jitsche Fürst (gest. 1717 in Altona), Tochter des Israel Fürst (* 1617) und der Rane HaLevi Siegel
          - Esther Goldschmidt, ⚭ Meyer Riess (1688–1752) Berlin
          - Aron Bendix Goldschmidt (* Altona, ab 1718 Kopenhagen,▭ 26. Januar 1742 Møllegade) Kaufmann ebd., I ⚭ Freude Fürst (▭ 3. Dezember 1734 Møllegade)[31] und II ⚭ Röschen (Regine) Fürst (gest. 19. April 1784 in Kopenhagen), Tochter des Hofjuweliers Chaim Heinrich Fürst (gest. 1732) und der Judith Gitl Goldschmidt (gest. 1743 in Kopenhagen)
            - Meyer (Kik) Goldschmidt (1740–1798), Börsenhändler in Kopenhagen, zahlreiche Nachfahren in Dänemark
              - Aron Meïr Goldschmidt (1792–1848), Kaufmann in Vordingborg, ⚭ Lea Levin Rotschild/Roeskild (1797–1870)
                - Meïr Aron Goldschmidt (1819–1887), Schriftsteller und Verleger
                  - Johannes Goldschmidt (* 25. August 1845)
                    - Karl Axel Goldschmidt (* 3. April 1875), ausgewandert nach Australien

                - Moritz Goldschmidt (1822–1888), Direktor der Textilfirma Crome & Goldschmidt

          - Ruben Goldschmidt (gest. 1734 in Altona) Kaufmann ebd., ⚭ Johanne Fürst (gest. 1738 in Altona) zahlreiche Nachfahren; wollte 1728 nach Kopenhagen, um Bruder Aron Bendix nach Großbrand zu helfen

        - Zippora Goldschmidt-Bonn (gest. März 1722 in Altona), ⚭ Jeremias Fürst Jirmijahu ben Chajim Fürst (gest. 1702/1703), Rabbi in Altona, Bruder von Moses Israel Fürst und Sohn/Enkel des Chajim Fürst
          - Joseph Fürst (gest. 1739 in Altona) Rabbi ebd., ⚭ Jette Salomon
            - Chaim (Heyman Joseph) Fürst (gest. 1789), Dichter  Hith'oraruth simcha (Oden und Cantate) zum Besuch Christians VII. in Altona 1767

          - Chaim (Heinrich) Fürst (gest. 5. Juli 1732 in Kopenhagen), Hofjuwelier, ⚭ Judith Gitl Goldschmidt (s. u.)[32]

      - Jente Hameln-Goldschmidt (1623, Hildesheim – 1695, Hannover), I ⚭ 1644 Salomon aus der Familie Gans (* um 1610 in Minden; ✡ 6. April 1654 Hannover), II ⚭ Leffmann Behrens
        - Gelle Gans, ⚭ Salomon Gottschalck Düsseldorf (1616–1710)
          - Salomon Düsseldorf (* um 1665 in Düsseldorf; gest. 14. April 1745 in Hannover), Hofbankier

        - Nathan Salomon Gans (sein Urururur-Enkel war Felix Mendelssohn Bartholdy)
        - Samuel Gans (sein Ururur-Enkel war Heinrich Heine)
        - Genendel Behrens (1658–1712), ⚭ David Oppenheimer, Oberrabbiner von Prag

    - Moses Kramer HaLevy Stadthagen-Goldschmidt (* um 1620; ✡ 1. März 1670 in Stadthagen), ⚭ Gutel Meyer (gest. 1669)
      - Meyer Stadthagen-Goldschmidt (▭ 1736 in Kopenhagen), Gründer der Gemeinde in Kopenhagen[33]
        - Roesel Goldschmidt (auch: Roesel Stadthagen), ⚭ Kopenhagen, Joseph Hameln-Goldschmidt (* 1685; gest. 1734 in Kopenhagen, s. o.)
        - Judith Gitl Goldschmidt (▭ 1743 in Møllegade), ⚭ 1693 Hofjuwelier Chaim Fürst (gest. 1732 Kopenhagen)
          - Samuel Henrik Fürst (▭ 25. Februar 1763 in Møllegade), Kaufmann in Kopenhagen
          - Anna Fürst, ⚭ Kaufmann Hein Hameln-Goldschmidt (gest. 1742 in Kopenhagen)
            - Elias Hein Goldschmidt[34]

          - Judith Fürst (* 1702 Altona; lebt 1763 in Stockholm), ⚭ Diamantschleifer Carl Gottlob Neumann (* 1705, Konversion 1750, zuvor Moses Jacob Schiff), 1751 Tee- und Porzellanhändler in Kopenhagen
          - Freude Fürst (gest. 1734 Kopenhagen), ⚭ Aron Bendix Goldschmidt (gest. 1742 Kopenhagen)

      - Abraham Halevy Stadthagen-Goldschmidt (* um 1632, gest. ca. 1685 in Emden)
        - Moses Abraham HaLevy Emden-Goldschmidt, ab 1696 Altona, ⚭ Gittle Hanna Lea Jokel (▭ 1738 in Altona)
          - Loeb Lion Moses Goldschmidt (* 1674; ▭ 1725 in Altona), ⚭ Baracha Lea (▭ 1747 in Altona, Ottensen), etwa 8 Kinder[35]
            - Kittel Goldschmidt, ⚭ Elias Simon Delbanco[36]
              - Fraidche (Friederike) Delbanco (gest. 1810 Altona), ⚭ Mathias Joachim Levy/Lewinsohn (* ca. 1746, gest. 1814 Altona, Onkel des Joseph Hambro)
                - Joachim Levy/Lewinsohn (1785/87–1849), Kattun-Händler
                - Jacob Mathiason/Matthiasson (1793–1877), übernimmt des Vaters Geschäft in Hamburg (Mathiason Jacob et Comp., Posen und Federn)

            - Moses Lion Goldschmidt, Gold- und Silberschmelzerei (▭ 1802), I ⚭ Jette Gütel, geb. Goldschmidt, Nachfahren Familien Jonas und Beit
              - Abraham Moses Goldschmidt, ⚭ Hannah Levin
                - Betty Goldschmidt, ⚭ 1817 Joachim Levy/Lewinsohn (1785/87–1849)

              - Bele (Betty) Goldschmidt (* 15. September 1777; gest. 1837), ⚭ 1794 Salomon Heine (1767–1844) Bankier, Nachfahren siehe Heine (Familie)

            - Joel Lion Goldschmidt, Hamburger Gemeindeältester (gest. ca. 1825), ⚭ 1784 Zerline von Halle (deren Urgroßmutter Schwester d. Glückel von Hameln)
            - Abraham Moses Goldschmidt, ⚭ Hannah Cantor
            - Gottschalk Lion Goldschmidt (▭ vor 1800), wohlhabend, sein Testamentvollstrecker war Salomon Heine

        - Meyer ben Abraham Oldenburg-Goldschmidt (* 1650, Emden; ▭ 1739, Altona)
          - Joseph ben Meyer Oldenburg-Goldschmidt (gest. 1754 Oldenburg)
            - Baruch Joseph Oldenburg-Goldschmidt (gest. 1801 Oldenburg)
              - Josef Baruch Goldschmidt, Kaufmann
                - Bräunchen Goldschmidt (* 17. Januar 1789; † 25. Mai 1883), ⚭ Gottschalk Josef Ballin

              - Hannah Goldschmidt (1758, Oldenburg – 1846 ebd.)
              - Priba Goldschmidt (1761–1836); ⚭ Josef Meyer Ballin (gest. 1802)
                - Gottschalk Josef Ballin (1789–1876 in Oldenburg) Bankier, ⚭ Bräunchen Goldschmidt

          - Jonathan Maier Oldenburg-Goldschmidt (1700 – gest. 11. Februar 1778, Altona); I ⚭ April 1732 Chana Rivka Heilbut (gest. 1741), II ⚭ 1744 Bune Mirjam Poppert (gest. 1772 Altona)
            - Samson Jonathan Oldenburg-Goldschmidt (1750–1819 Altona), Urgroßvater der Schwiegermutter des Josef Fischer (Rabbiner)
            - Jacob Jonas Goldschmidt (gest. 28. Januar 1817 in Danzig, Familie zog nach Kopenhagen)
            - Feiwelmann (Philipp) Goldschmidt (* Altona; ▭ 1810 Oldenburg) ⚭ 1775 Hannah Goldschmidt (* 1758, s. o.)
              - Meyer Philipp Goldschmidt (gest. 1815, Oldenburg) ⚭ Mina Cohen
                - Phillip Goldschmidt (* 11. August 1812 in Norwegen; † 1889 ebd.)

            - Prievche (Philippine) Goldschmidt[37] (1761–1807), ⚭ Wulff Levin von Halle, auch: Wolf bar Lejb Halle (1753–1828), Großhändler, dessen Schwester Zerline von Halle (1767–1833) ⚭ 1784 Joel Lion Goldschmidt (gest. 1825, s. o.)[35]
              - Marianne von Halle (1786–1838), ⚭ 1807 Joseph Hambro (1780–1848), Enkel des Nachman Joachim Levy (gest. 1783) und 1797 Lehrling bei Levin Salomon Fürst (dieser war Schwiegersohn der Elisabeth Levy/Lewisohn verh. Gugenheim (1753–1837), womöglich eine Tochter des Nachman Joachim Levy)
                - Baron Carl Joachim von Hambro (* 23. November 1807 in Kopenhagen, gest. 27. November 1877 in London), Gründer der Hambros Bank

            - Abraham Jonathan Goldschmidt-Oldenburg (* 1741; gest. 19. März 1807 in Altona)
              - Jonas Abraham Goldschmidt (gest. 1849)
                - Abraham Jonas Goldschmidt (* 1810 Altona; gest. 1877, Hamburg), ⚭ Johanna Kann (1824, Frankfurt a. M. – 1896, Hamburg), Tochter des Jakob Moses Kann (1798–1865), Cousin des Frankfurter Bankiers Jakob Hirsch Kann (1777–1846)
                  - John Abraham Goldschmidt (1846–1913) Hamburg
                  - Betty Goldschmidt (1848–1903) Hamburg, ⚭ 1866 Carl Fürst[38] (1849–1913, Hamburg), wohl Enkel/Großneffe des Lorenz Levin Salomon Fürst
                    - Teresita Fürst (* 1887 Hamburg; gest. 1967 São Paulo), ⚭ 1905 Willi Katzenstein

          - Abraham ben Meyer Goldschmidt-Oldenburg (gest. 1790 Altona), ⚭ Hitzler Heilbut
            - David Abraham Goldschmidt-Oldenburg, ⚭ Hanna Oldenburg
              - Moritz David Goldschmidt (1794–1881, Hamburg), ⚭ Johanna Schwabe
                - Otto Goldschmidt (1829–1907) Komponist, ⚭ Jenny Lind, drei Kinder
                - Alfred Oscar Goldschmidt (1841–1891)
                  - Arthur Goldschmidt (1873–1947)
                    - Georges-Arthur Goldschmidt (* 1928) Schriftsteller

      - Joseph HaLevy „Joost Goldtschmit“ Stadthagen (1646 – 1699 als Gemeindevorsteher in Altona), ⚭ 1675 Elkele Pinkerle
        - Freudchen Goldschmidt-Stadthagen (1675–1714), ⚭ Alexander Sender Traub (1670– 1714)
          - Hendel Traub, ⚭ Kalman Gans (gest. 1758, Sohn des Salomon Gans und der Gella Warburg); Ururgroßeltern des Samson Raphael Hirsch, dessen Tochter Sophie Zippora (* 1852), ⚭ Salomon Breuer[10]

        - Juda Loeb Goldschmidt-Stadthagen (1685–1742), ⚭ Reizchen Traub (gest. 9. Mai 1760)
        - Moses Goldschmidt-Stadthagen (1681 in Altona – 1722 Amsterdam), ⚭ Gittel (Judith) Goldschmidt-Cassel (* 1681, s. u.)
          - Meyer Goldsmid-Stadthagen (* 1703) u. a., zahlreiche Nachfahren in den Niederlanden
          - Elkele Moses Goldsmid-Stadthagen (* 1711), ⚭ Israel Abraham Lazarus

    - Simon Goldschmidt-Kassel (ca. 1600–1658), Hofjude und Obervorsteher der Gemeinde von Hessen-Kassel
      - Hertz Goldschmidt (1635–1705) in Kassel
        - Simon Goldschmidt (1658–1714), Obervorsteher der Jüdischen Gemeinde in Kassel
          - Hesse Goldschmidt (1690–1733), Begründer der Firma „Gebr. Goldschmidt Indigo- u. Farbwarenhandlung“

      - Wolf Goldschmidt (oder Jehuda Benjamin Wolf Kassel) auch: Wolf Kassel Halevi ben Moshe Shimon Halevi (* 28. Februar 1659 in Kassel; ✡ 29. Mai 1717 in Amsterdam), Juwelenhändler
        - Gittel (Judith) Goldschmidt-Cassel (* 1681), ⚭ Moses Goldschmidt-Stadthagen (* 1681 in Altona, s. o.)
        - Benedict Baruch Goldschmidt (Goltsmit)-Cassel (* 1686 Amsterdam; ✡ 1786 Hamburg), ⚭ 1704 in Amsterdam mit Esther Nathan
          - Aron Benedict Goldschmidt, auch Aharon bar Bendet Kassel Segal HaLevy (* 1715 Amsterdam; ✡ 1782 London), Gründer Aaron Goldsmid and Sons & Mocatta; ⚭ 9. Februar 1739 Catherine de Vries (* 1718 Amsterdam; gest. 1780 London) Tochter des Abraham Gershon Caspar de Vries-Rofe
            - Gershon (George) Goldsmid (* 1743 Amsterdam; gest. 1812 in London), Bankier; ⚭ 1763 in Amsterdam mit Rebecca Cohen
              - Abraham Goldsmid (1770–1812); ⚭ 1791 Martha Samson

            - Esther Goldsmid (* 1747); ⚭ Elias Joachem Hannover (* 1750 Amsterdam)
              - Rose Joachim (1774–1851); ⚭ London (Great Synagogue) Edward Moses Goldsmid (1763–1853)
                - Gladys Helen Rachel Goldsmid, Baroness Swaythling. 1921 Henry Edward Goldsmid (1812–1855) Beamter in Indien; ⚭ 1845 Jessie Sarah Goldsmid (1816–1888), Tochter des Lionel Prager Goldsmid und der Elisa Frances Campbell
                  - Albert Edward Williamson Goldsmid, Colonel (* 8. Oktober 1856 in Poona); ⚭ 1879 Ida Stewart Hendriks[39]
                    - Gladys Helen Rachel Goldsmid (* 4. Dezember 1879 Belfast; gest. 8. Januar 1965); ⚭ London 9. Februar 1898 Louis Samuel Montagu, 2. Baron Swaythling (* 10. Dezember 1869 Belfast; gest. 11. Juni 1927), Bruder des Edwin Samuel Montagu
                      - Stuart Albert Montagu, 3. Baron Swaythling (gest. 1990); ⚭ Mary Violet Levy
                        - David Charles Montagu, 4. Baron Swaythling (* 6. August 1928; gest. 1. Juli 1998 London), Mitglied des House of Lords, Bankier, Direktor bei J. Rothschild Holdings von 1983 bis 1989, ab 1988 Chairman Rothmans International; ⚭ 1951 Christiane Françoise Dreyfus (1927–2021)
                          - Charles Edgar Samuel Montagu, 5. Baron Swaythling (* 20. Februar 1954), Mitglied des House of Lords

                      - Ewen Edward Samuel Montagu (1901–1985) Richter; ⚭ Iris Rachel Solomon
                      - Ivor Goldsmid Samuel Montagu (* 1904 London; † 1984 ebd.) Filmproduzent und Politiker

            - Asher Goldsmid (1751–1822); ⚭ 1770 in Amsterdam mit Rachel Keyser (1752–1815 in Amsterdam)
              - Alexander Goldsmid (1779–1843)
              - Sir Isaac Lyon Goldsmid (1778–1859), 1. Baronet of St Johns Lodge, Unternehmer
                - Sir Francis Henry Goldsmid, 2. Baronet (1808–1878), englischer Politiker; ⚭ 1839 Louisa Sophia Goldsmid

            - Benjamin Goldsmid (* 1755; gest. 11. April 1808 London), Bankier; ⚭ Jessie Solomons (1767–1860) Tochter d. Israel Leven Salomons-Prager
              - John Louis Goldsmid (* November 1789 in London; gest. 8. Dezember 1853 in Watertown, USA); ⚭ 1809 Louisa Boscawon
              - Lionel Prager Goldsmid, Offizier der 19th Dragoons (* 1797 in London; gest. 1866 ebd.), ⚭ Elisa Frances Campbell (1799–1844)
                - Sir Frederic John Goldsmid (* 19. Mai 1818 Mailand; gest. 12. Januar 1908 London), Offizier für die Britische Ostindien-Kompanie, britischer Generalmajor; ⚭ 1849 Mary Mackenzie-Steuart (gest. 1900), 2 Söhne, 4 Töchter[40]

            - Abraham Goldsmid (* 1756 in Amsterdam; gest. 28. September 1810 London), Bankier; ⚭ 1783 Anne Eliasson Daniel (gest. 1834), Tochter des Elias Daniel[39]
              - Bayla Isabel Goldsmid (1788–1860); ⚭ Isaac Lyon Goldsmid (1778–1859)

        - Shimon ben Wolf Goldschmidt-Cassel (* 1690) Amsterdam
        - Aharon ben Benyamin Wolf Kassel Segal HaLevy (* 1693 Amsterdam; ermordet 4. Dezember 1720 in Paris), ⚭ 9. Februar 1713/14[39] in Amsterdam mit Maria Elchanan Miryam bat Moshe Rothschild (* 1695 Metz; ▭ 12. Dezember 1720 Amsterdam)

      - Bendix Goldschmidt-Cassel

    - Abraham Witzenhausen Goldschmidt-Cassel (* ca. 1620 Witzenhausen; ✡ April 1675/76 in Kassel) Vorsteher der Gemeinde in Hessen; ⚭ Hinla Katz (✡ 3. August 1675 in Kassel).